# آلفردو اسکار سنت ژان
آلفردو اسکار سنت ژان (انگلیسی: Alfredo Oscar Saint Jean؛ ۱۱ نوامبر ۱۹۲۶ – ۲ سپتامبر ۱۹۸۷) پرسنل نظامی، و سیاستمدار اهل آرژانتین بود.